# Sarahsville
Sarahsville és una població dels Estats Units a l'estat d'Ohio. Segons el cens del 2000 tenia 198 habitants.

## Demografia
Segons el cens del 2000, Sarahsville tenia 198 habitants, 63 habitatges, i 57 famílies. La densitat de població era de 449,7 habitants per km².
Dels 63 habitatges en un 41,3% hi vivien nens de menys de 18 anys, en un 79,4% hi vivien parelles casades, en un 6,3% dones solteres, i en un 9,5% no eren unitats familiars. En el 7,9% dels habitatges hi vivien persones soles el 6,3% de les quals corresponia a persones de 65 anys o més que vivien soles. El nombre mitjà de persones vivint en cada habitatge era de 3,14 i el nombre mitjà de persones que vivien en cada família era de 3,19.
Per edats la població es repartia de la següent manera: un 29,8% tenia menys de 18 anys, un 12,1% entre 18 i 24, un 31,3% entre 25 i 44, un 19,2% de 45 a 60 i un 7,6% 65 anys o més.
L'edat mediana era de 30 anys. Per cada 100 dones de 18 o més anys hi havia 113,8 homes.
La renda mediana per habitatge era de 37.500 $ i la renda mediana per família de 35.313 $. Els homes tenien una renda mediana de 36.875 $ mentre que les dones 21.875 $. La renda per capita de la població era de 12.114 $. Aproximadament el 7,5% de les famílies i el 14,4% de la població estaven per davall del llindar de pobresa.

## Poblacions més properes
El següent diagrama mostra les poblacions més properes.